# Bór świerkowy

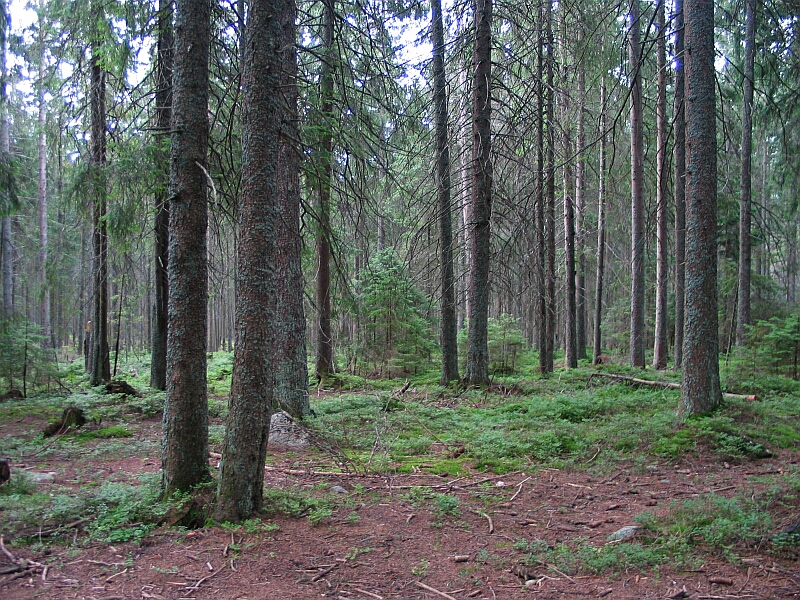
Bór świerkowy

Bór świerkowy (świerczyna) – las iglasty, w którym dominującym gatunkiem w drzewostanie jest świerk. Bory świerkowe występują przede wszystkim w górach w paśmie regla dolnego jak i regla górnego. Pozostałe bory świerkowe są głównie wynikiem sztucznego nasadzania.
Ściółka borów świerkowych jest zazwyczaj uboga, występują nieliczne mchy i paprocie, ale za to wiele gatunków grzybów jak np. borowiki. Górskie świerczyny zamieszkują liczne ptaki np. krzyżodzioby oraz ssaki.
Lasy te są mało odporne na zanieczyszczenia przemysłowe. Wiele świerczyn obumarło z powodu kwaśnych deszczów.